# John Helt
John Helt (ur. 29 grudnia 1959 w Virum) – piłkarz duński grający na pozycji pomocnika.

## Kariera klubowa
Karierę piłkarską Helt rozpoczął w klubie Lyngby BK. W 1980 roku zadebiutował w jego barwach w pierwszej lidze duńskiej i od czasu debiutu był jego podstawowym zawodnikiem. W 1981 roku wywalczył z Lyngby wicemistrzostwo Danii, a w 1983 roku został po raz pierwszy mistrzem kraju. Z kolei w 1984 roku zdobył Puchar Danii. Po tym sukcesie odszedł do Brøndby IF z Kopenhagi i w 1985 roku został z nim mistrzem Danii, a w 1986 roku zajął z nim 2. miejsce w lidze.
W 1986 Helt został piłkarzem francuskiego FC Sochaux-Montbéliard. Rozegrał w nim 18 spotkań, jednak Sochaux zajęło 18. miejsce i zostało zdegradowane do drugiej ligi.
Po spadku Sochaux Helt wrócił do Lyngby, gdzie grał do końca swojej kariery, czyli do 1992 roku. W 1990 roku zdobył z nim krajowy puchar. W 1991 roku wywalczył wicemistrzostwo, a w 1992 roku mistrzostwo Danii.
| Sezon   | Klub                   | Kraj    | Rozgrywki   | Mecze | Bramki |
| ------- | ---------------------- | ------- | ----------- | ----- | ------ |
| 1980    | Lyngby BK              | Dania   | 1. division | 29    | 4      |
| 1981    | Lyngby BK              | Dania   | 1. division | 30    | 0      |
| 1982    | Lyngby BK              | Dania   | 1. division | 28    | 1      |
| 1983    | Lyngby BK              | Dania   | 1. division | 22    | 1      |
| 1984    | Lyngby BK              | Dania   | 1. division | 26    | 0      |
| 1985    | Brøndby IF             | Dania   | 1. division | 30    | 0      |
| 1986    | Brøndby IF             | Dania   | 1. division | 7     | 0      |
| 1986/87 | FC Sochaux-Montbéliard | Francja | Ligue 1     | 18    | 0      |
| 1987    | Lyngby BK              | Dania   | 1. division | 13    | 0      |
| 1988    | Lyngby BK              | Dania   | 1. division | 26    | 0      |
| 1989    | Lyngby BK              | Dania   | 1. division | 25    | 2      |
| 1990    | Lyngby BK              | Dania   | 1. division | 22    | 1      |
| 1991    | Lyngby BK              | Dania   | Superligaen | 14    | 0      |
| 1991/92 | Lyngby BK              | Dania   | Superligaen | 19    | 1      |

## Kariera reprezentacyjna
W reprezentacji Danii Helt zadebiutował 1 września 1982 roku w przegranym 0:1 towarzyskim meczu z Rumunią. W 1988 roku został powołany przez selekcjonera Seppa Piontka do kadry na Euro 88. Na tym turnieju rozegrał jedno spotkanie, przegrane 2:3 z Hiszpanią. Od 1982 do 1990 roku rozegrał w kadrze narodowej 39 meczów.